# Adoxophyes orana
The Summer Fruit Tortrix (Adoxophyes orana) là một loài bướm đêm thuộc họ Tortricidae. Nó được tìm thấy ở châu Âu.

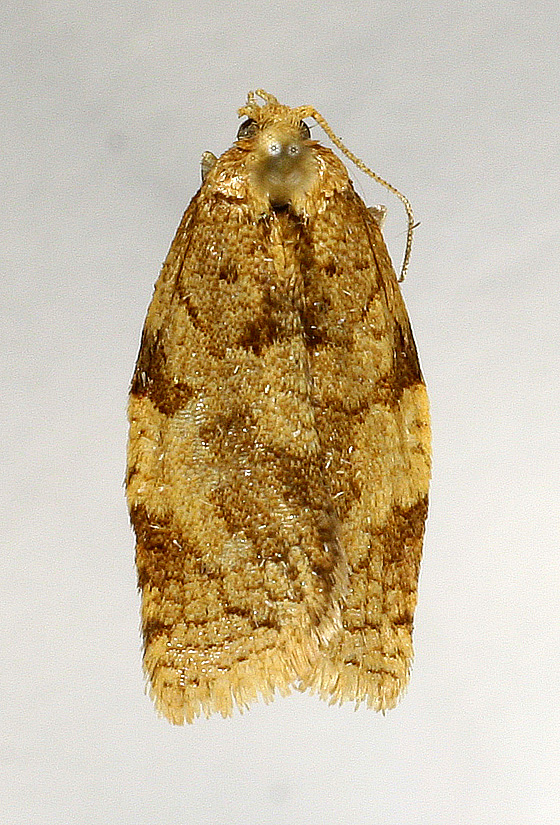

Sải cánh dài 17–22 mm. Con trưởng thành bay làm hai đợt từ tháng 5 đến tháng 11.
Ấu trùng ăn various trees và shrubs. And is considered a pest.

## Hình ảnh

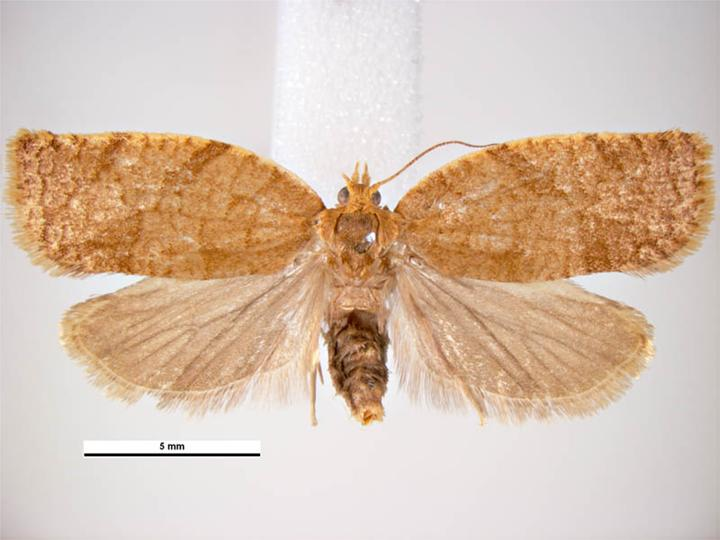
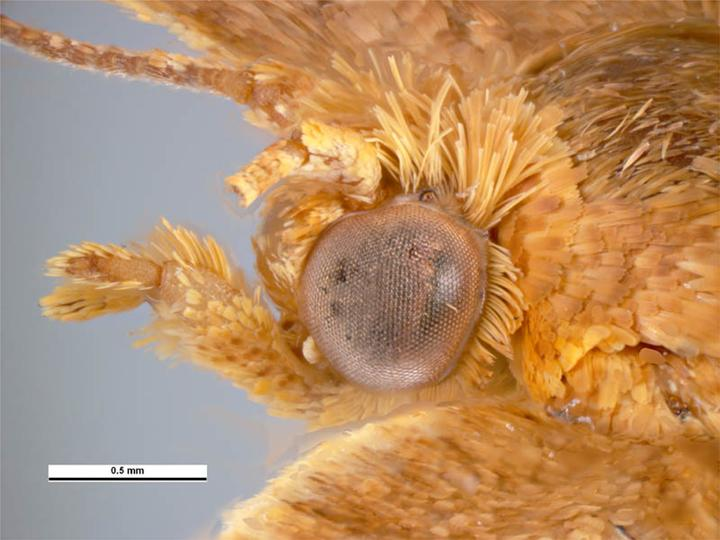
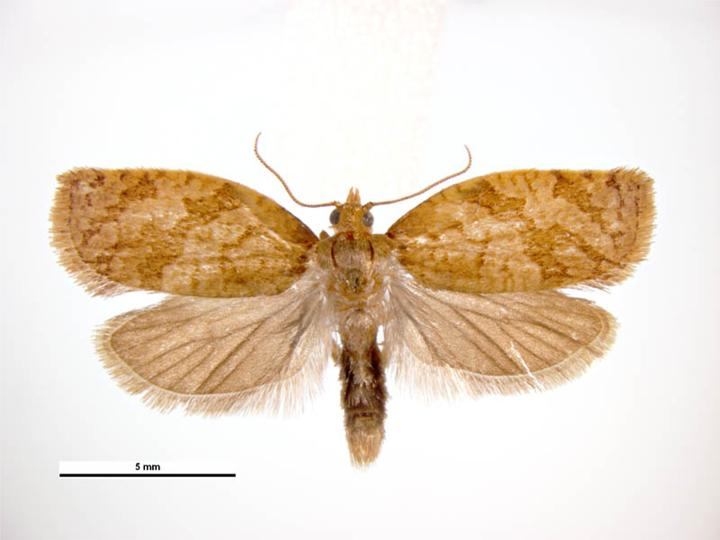